# Caenohomalopoda darevskyi
Caenohomalopoda darevskyi is een vliesvleugelig insect uit de familie Encyrtidae. De wetenschappelijke naam is voor het eerst geldig gepubliceerd in 1992 door Trjapitzin & Sharkov.